# Lacy Lakeview
Lacy Lakeview è un centro abitato degli Stati Uniti d'America situato nella contea di McLennan dello Stato del Texas.
La popolazione era di 6.489 persone al censimento del 2010. Fa parte dell'area metropolitana di Waco.

## Geografia fisica
Lacy Lakeview è situata a 31°37′31″N 97°06′18″W (31.625315, -97.105025).
Secondo lo United States Census Bureau, ha un'area totale di 3,8 miglia quadrate (9,8 km²).

## Società

### Evoluzione demografica
Secondo il censimento del 2000, c'erano 5.764 persone, 2.388 nuclei familiari e 1.487 famiglie residenti nella città. La densità di popolazione era di 1.512,8 persone per miglio quadrato (584,1/km²). C'erano 2.575 unità abitative a una densità media di 675,8 per miglio quadrato (260,9/km²). La composizione etnica della città era formata dal 74,15% di bianchi, il 14,89% di afroamericani, lo 0,61% di nativi americani, lo 0,83% di asiatici, lo 0,10% di isolani del Pacifico, il 7,01% di altre razze, e il 2,41% di due o più etnie. Ispanici o latinos di qualunque razza erano il 16,31% della popolazione.
C'erano 2.388 nuclei familiari di cui il 31,1% aveva figli di età inferiore ai 18 anni, il 42,4% aveva coppie sposate conviventi, il 15,6% aveva un capofamiglia femmina senza marito, e il 37,7% erano non-famiglie. Il 31,5% di tutti i nuclei familiari erano individuali e il 6,7% aveva componenti con un'età di 65 anni o più che vivevano da soli. Il numero di componenti medio di un nucleo familiare era di 2,41 e quello di una famiglia era di 3,07.
La popolazione era composta dal 26,2% di persone sotto i 18 anni, il 15,0% di persone dai 18 ai 24 anni, il 28,3% di persone dai 25 ai 44 anni, il 20,2% di persone dai 45 ai 64 anni, e il 10,2% di persone di 65 anni o più. L'età media era di 31 anni. Per ogni 100 femmine c'erano 101,0 maschi. Per ogni 100 femmine dai 18 anni in giù, c'erano 97,9 maschi.
Il reddito medio di un nucleo familiare era di 31.135 dollari e quello di una famiglia era di 36.962 dollari. I maschi avevano un reddito medio di 25.272 dollari contro i 21.250 dollari delle femmine. Il reddito pro capite era di 15.049 dollari. Circa il 9,0% delle famiglie e l'11,3% della popolazione erano sotto la soglia di povertà, incluso il 12,2% di persone sotto i 18 anni e il 5,6% di persone di 65 anni o più.